# Mnais gregoryi
Mnais gregoryi är en trollsländeart som beskrevs av Fraser 1924. Mnais gregoryi ingår i släktet Mnais och familjen jungfrusländor. IUCN kategoriserar arten globalt som livskraftig. Inga underarter finns listade i Catalogue of Life.